# 王之鑰
王之鑰（？—？），號啓寰，河南河南府洛陽縣人，明朝政治人物。

## 生平
萬曆二十五年丁酉科河南鄉試舉人，二十六年（1598年）中式戊戌科進士。兵部觀政，授陕西泾阳县知县，三十三年行取，三十六年擢工部主事，管节慎库，四十年晉郎中，九月出为莱州府知府，四十三年升山东登莱兵备副使。